# (14694) Skurat
(14694) Skurat (2000 AR145) – planetoida z pasa głównego asteroid okrążająca Słońce w ciągu 3,44 lat w średniej odległości 2,28 j.a. Odkryta 6 stycznia 2000 roku.